# Пуєуе (вулкан)
Пуєуе (ісп. Puyehue) — активний вулкан, що розташований за 870 км на південь від чилійської столиці Сантьяго на чилійській стороні Анд у провінції Ранко. Вибух цього вулкана став не тільки найпотужнішим на Землі у 21 сторіччі, але й рекордним для самого вулкана, який до цього генерував відносно слабкі виверження.
Висота вулкана становить 2 236 м. З 1759 року зареєстровано 11 вивержень.
Пуєуе знаходиться на території однойменного національного парку і входить до вулканічного ланцюга, що має назву Пуєуе-Кордон-Каулле (ісп. Puyehue-Cordón Caulle). Він являє собою великий вулканічний комплекс, куди входять стратовулкан Пуєуе, вулкан Менчека, кальдера Кордильєра-Невада і мережа тріщинних отворів Кордон-Каулле. Як і більшість вершин Андійського вулканічного поясу, він утворився на найбільшому в світі розломі Лікуін-Офкуі, що простягнувся вздовж тихоокеанського узбережжя на відстань близько 1000 км.
Напівкругла кальдера Кордильєра-Невада шириною 9 км займає площу близько 700 км² на місці стародавнього зруйнованого конуса. Кордон-Каулле розташовується в її північно-західній частині і включає в себе вулканічно-тектонічний грабен, на якому розвивається велика тріщина. Стратовулкан Пуєуе височіє на південно-східному краю Кордон-Каулле і вінчається величезним кратером шириною 2,4 км. Площа його масивної основи становить близько 160 кв. км. Менчека знаходиться на північний схід від стратовулкана.
Комплекс має тривалу еруптивну історію протяжністю близько 300 000 років. Під час останнього льодовикового періоду виверження відбувалися з трьох його отворів — безпосередньо з кальдери, стратовулкана Пуеуе і Кордон-Каулле, проте з 1759 року вулканічна діяльність спостерігалася тільки на Кордон-Каулле. За цей період вулканічний комплекс пережив 11 вивержень, у тому числі вибух 1960 року, що відбувся після Вальдівійского землетрусу — найбільшого в історії людства, що мав магнітуду 9.5.
Виверження з індексом VEI-5 почалося на Пуєуе 4 червня 2011 року. В результаті потужного вибуху над ним піднялася колона золи висотою 12 000 метрів. За оцінками геологів, з вулкана вивергнулось сотні мільйонів тонн золи, піску і пемзи, викинута енергія була еквівалента 70 атомним бомбам.
Через щільний попелястий шлейф проблеми з авіаперевезеннями спостерігалися не тільки в Чилі, але і в Аргентині, Бразилії, Уругваї, а також на іншому кінці Тихого океану — в Австралії та Новій Зеландії. З навколишніх поселень було евакуйовано близько 3500 жителів. Вибуху передувало істотне зростання сейсмічної активності, що досягало 230 землетрусів на годину. Виверження тривало до лютого 2012 року, після чого Пуєуе затих і зберігає спокій по сьогоднішній день.